# 호국장학재단
호국장학재단은 군의 특수성으로 인해 타 직업보다 격·오지 근무 및 잦은 이동에 따라 발생되는 과중한 학비부담을 보조하여 군 자녀들을 국가와 사회에 봉사할 수 있는 지도적 인물로 육성 지원하기 위하여 민법에 의거 1992년 6월 설립된 대한민국 국방부 산하의 재단법인이다. 대학특별전형과 장학사업은 서울특별시 용산구 이태원로22 군인공제회C&C 1층에서 담당한다.

## 연혁
- 1992년 6월: 설립
- 2009년 4월: 공공기관 지정
- 2013년 1월 31일: 기타공공기관 지정해제